# 何思 (永安縣知縣)
何思，归州（今今湖北宜昌地区）人，明朝政治人物。

## 生平
1639年接替刘胤任福建永安县知县一职，1642由黄凤翔接任。